# Illatos csavarpálma
Az illatos csavarpálma (Pandanus tectorius) az egyszikűek (Liliopsida) osztályának csavarpálma-virágúak (Pandanales) rendjébe, ezen belül a csavarpálmafélék (Pandanaceae) családjába tartozó faj.
Nemzetségének a típusfaja.

## Előfordulása
Az illatos csavarpálmát széles körben ültetik. Az eredeti előfordulási helyei a tengerpartok, a Fülöp-szigetektől, Indonéziától és Ausztrália keleti felétől, egészen Vanuatug ésHawaiiig. A kontinentális Ázsia több országába, valamint Közép-Amerika egyes részeire is betelepítették.

## Megjelenése
A növény számos vastag, elágazó támasztógyökeret fejleszt. A levelek az ágak csúcsán csavarosan három sorba rendeződnek, szálasak. A levélfonák középerén és a széleken többnyire éles tövisek sorakoznak. Az illatos csavarpálma legfeljebb 10 méter magas fa, törzse világosszürke, gyűrűzött, gyakran villásan 2 vagy 3, csaknem azonos vastagságú ágra oszlik. Levele 80-180 centiméter, ritkán 3 méter hosszú is lehet; 4-9 centiméter széles, nagyon szívós, csúcsa felé fokozatosan keskenyedő. A porzós és a termős virágok külön egyedeken fejlődnek; a porzós virágokból álló virágzat legfeljebb 60 centiméter hosszú, világos murvalevelekkel, melyek hónaljában egy-egy fehér füzér képződik; a termős virágokból álló gömbölyű, körülbelül 5 centiméter átmérőjű torzsavirágzatot fellevelek zárják körül. Termése narancsszínű, akár 25 centiméter átmérőjű, gömbös terméságazatban jelenik meg, amely egyenként 5-11 résztermést tartalmazó 40-80 csoportból alakult.

## Egyéb
Az illatos csavarpálma virágporát a hawaii lányok a fiúk csalogatására használták. Termése a Csendes-óceán számos szigetén alapvető élelmiszer, Indiában gyógynövény. Ennek megfelelően számos fajtája van. Némelyiknél hiányoznak a tövisek a levelekről, amelyeket különben el kellene távolítani, hogy a levelekből kosarakat fonhassanak. Illatszert is aromásítanak vele.

## Képek

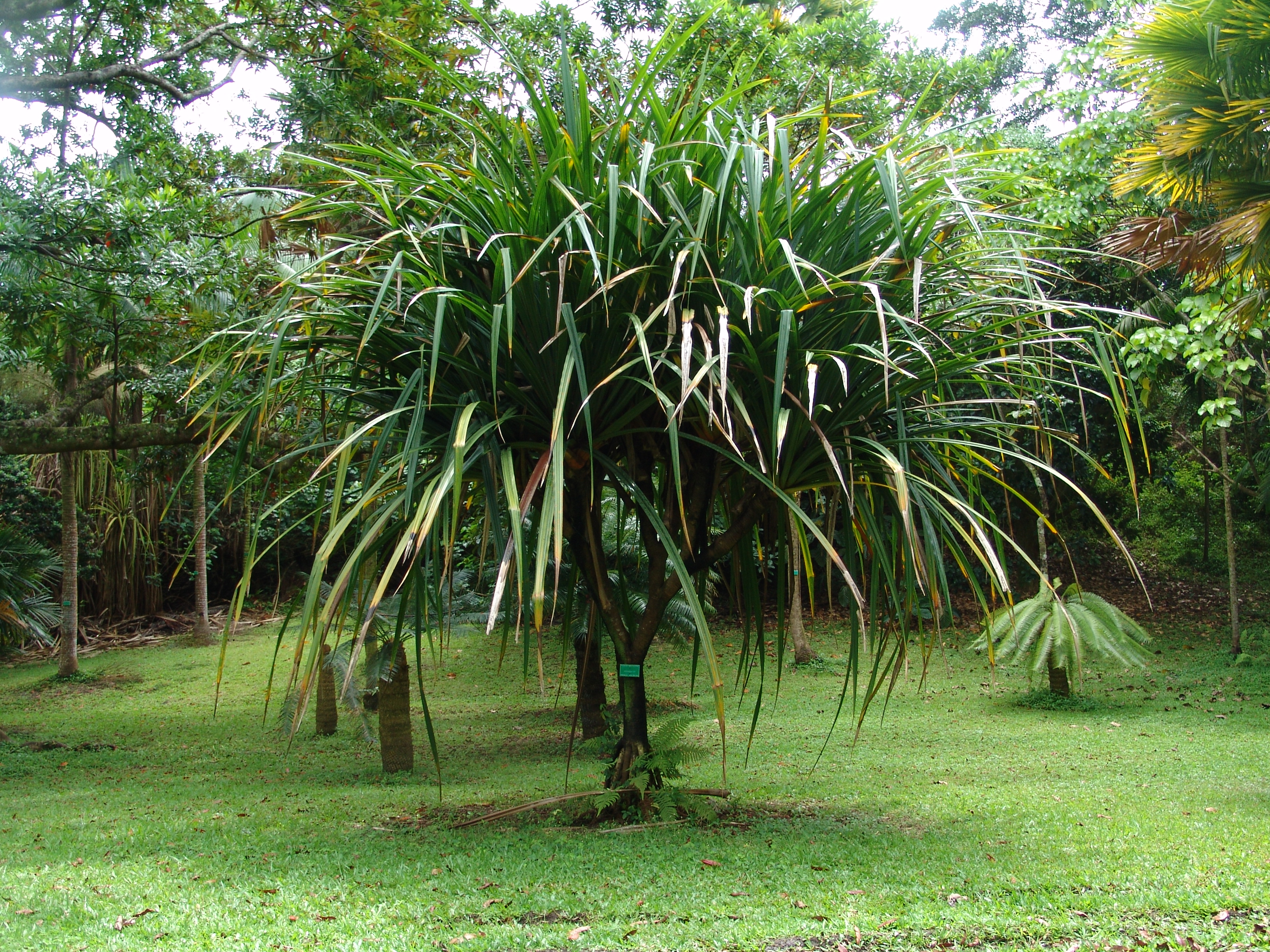
A növény
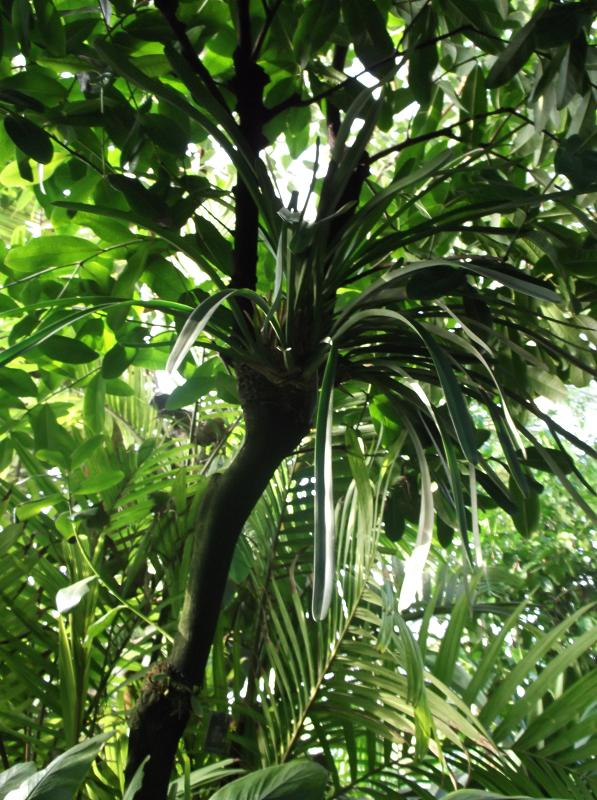
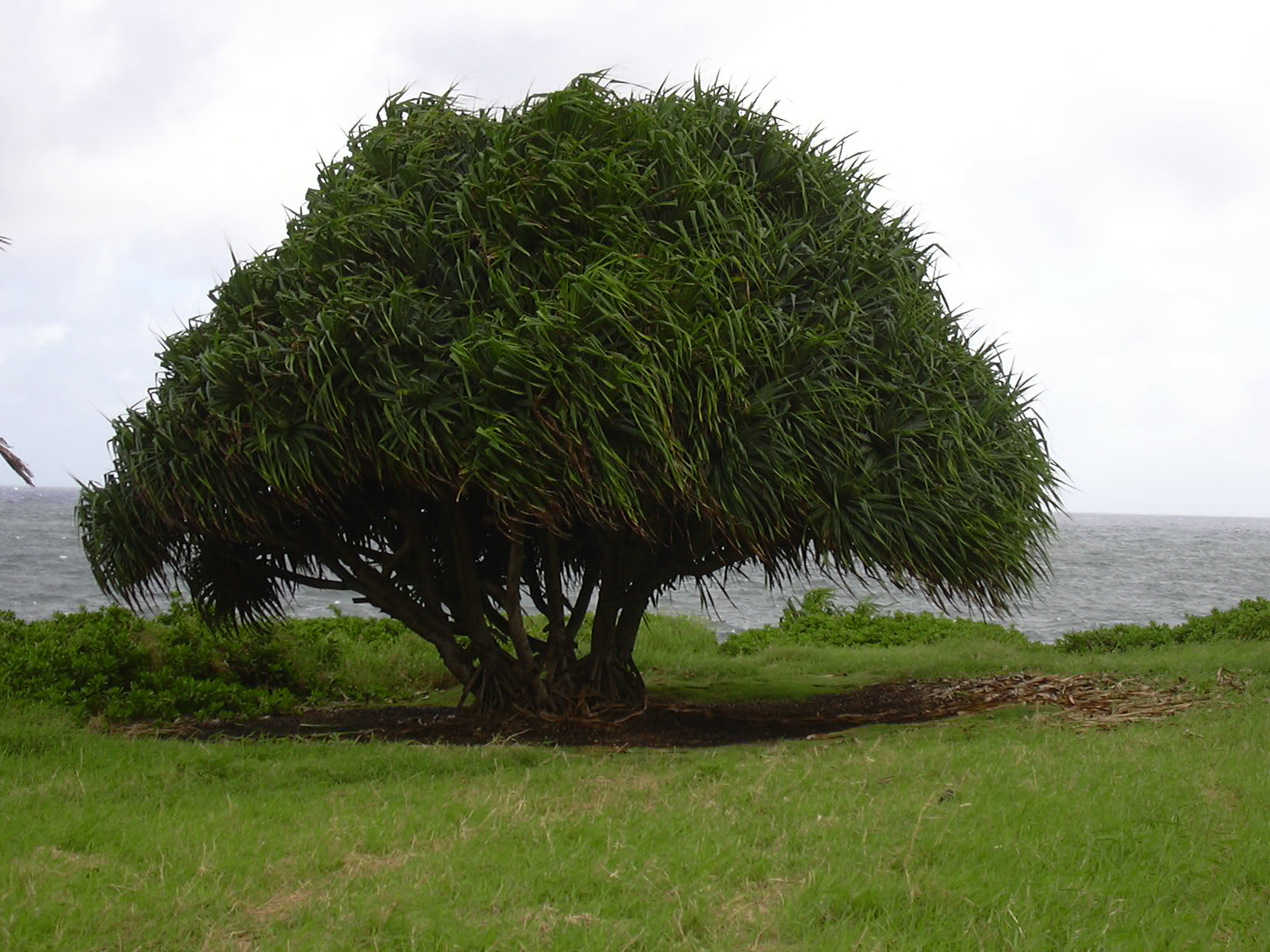
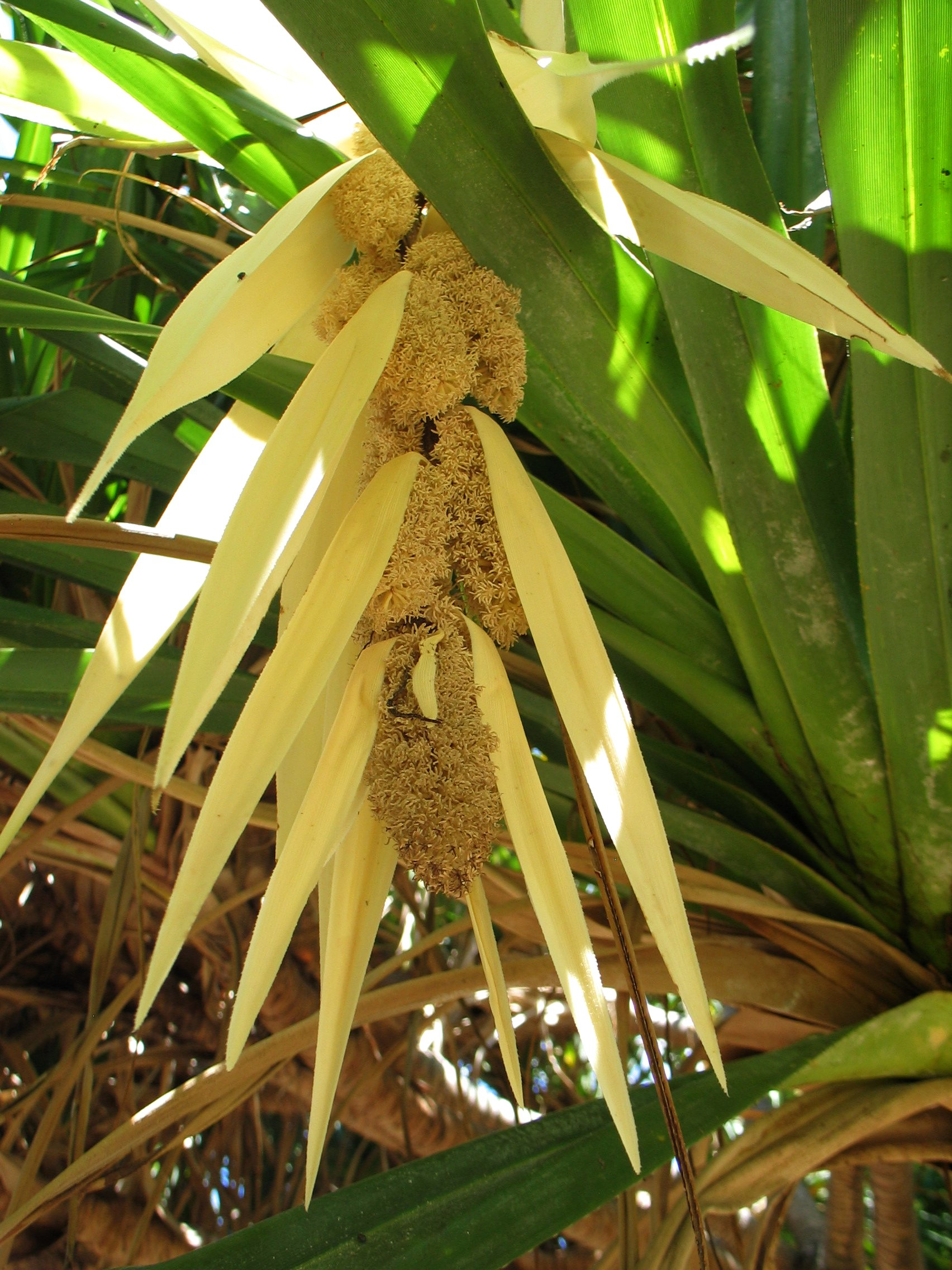
Virágzatai
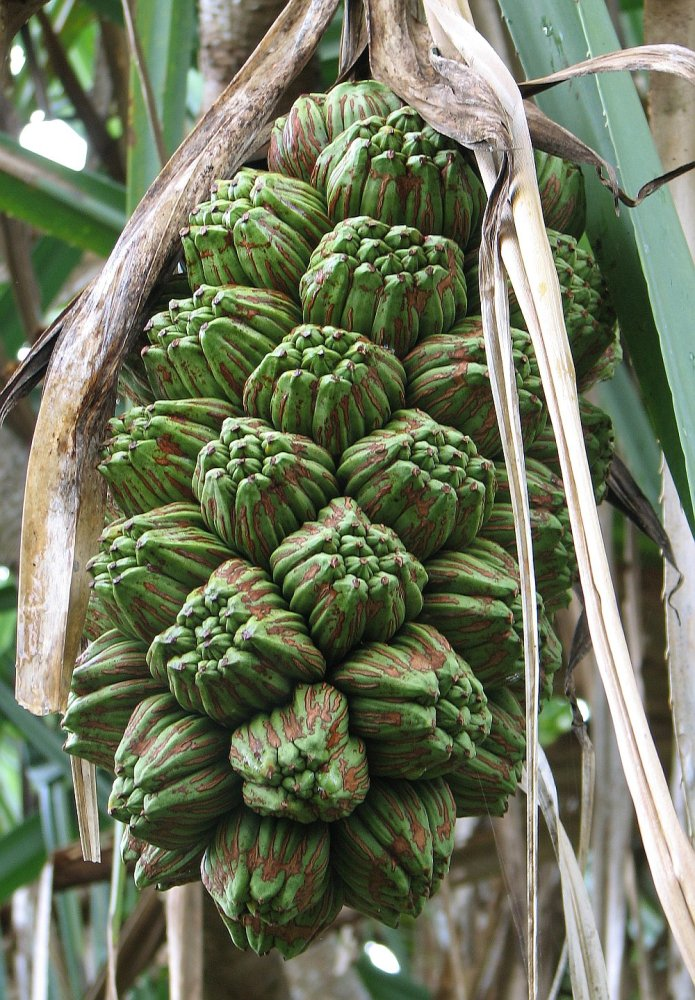
Termései
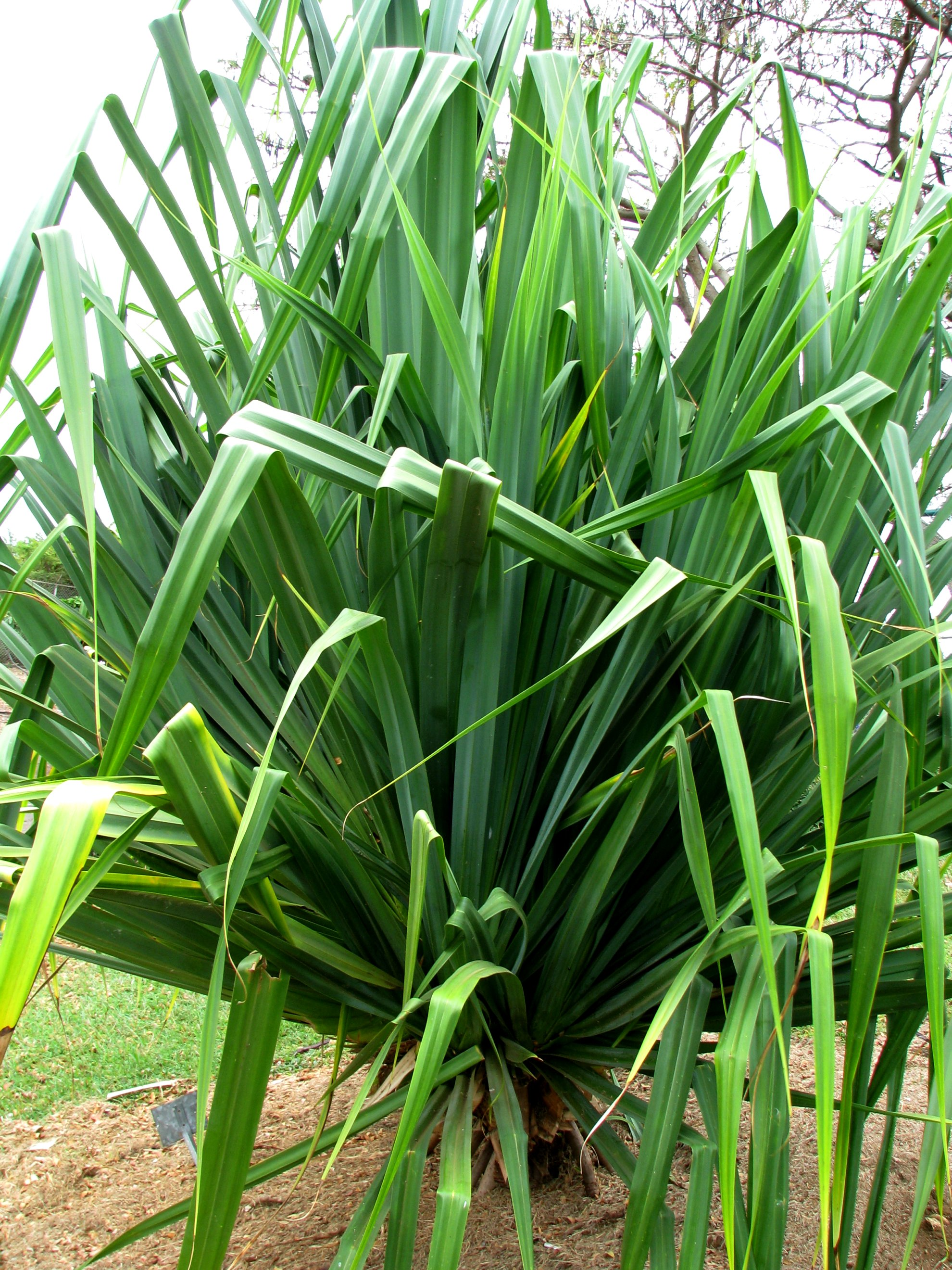
Levelei
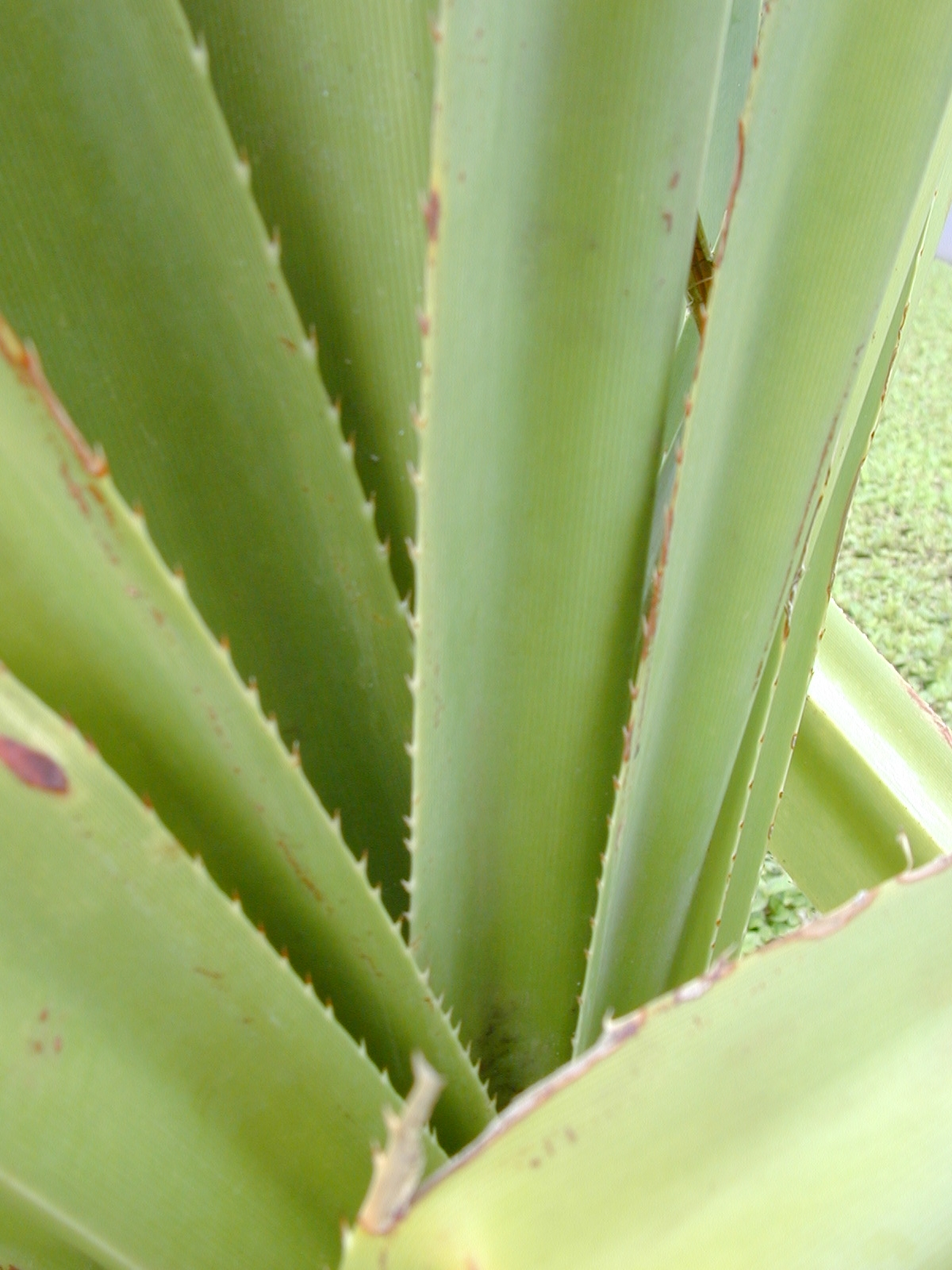
közelről
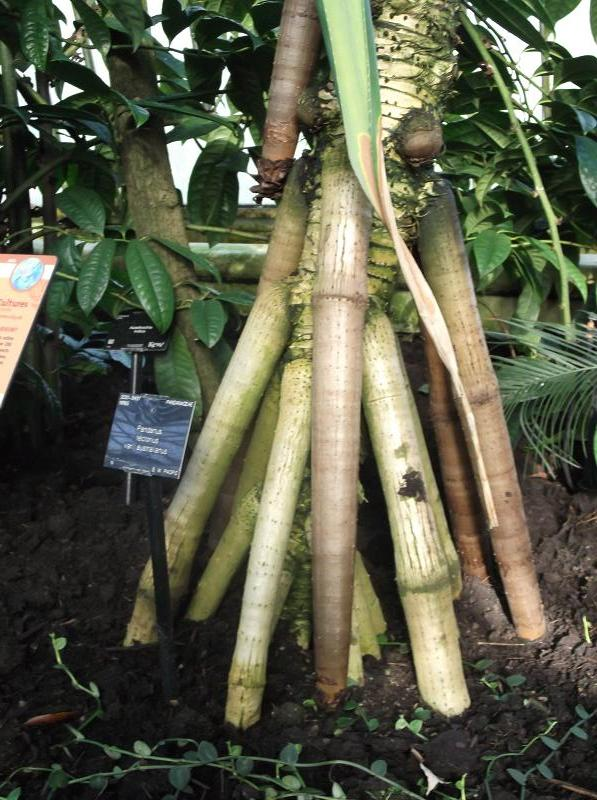
A támasztógyökerei
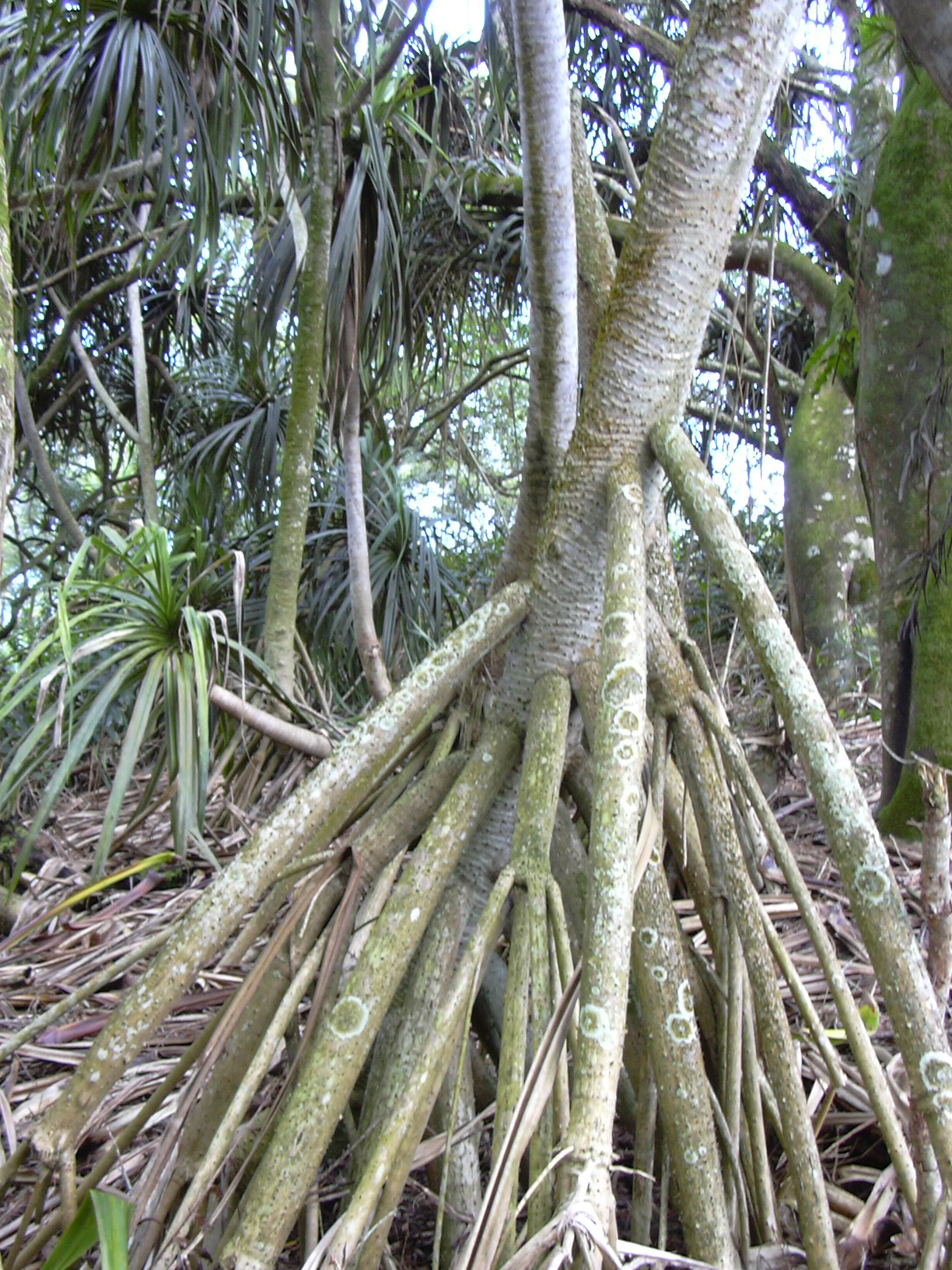
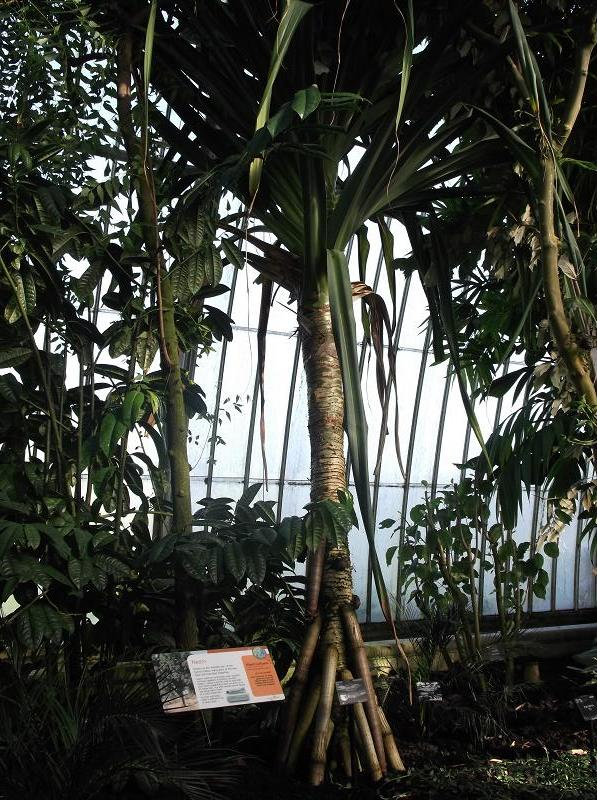
Törzsei
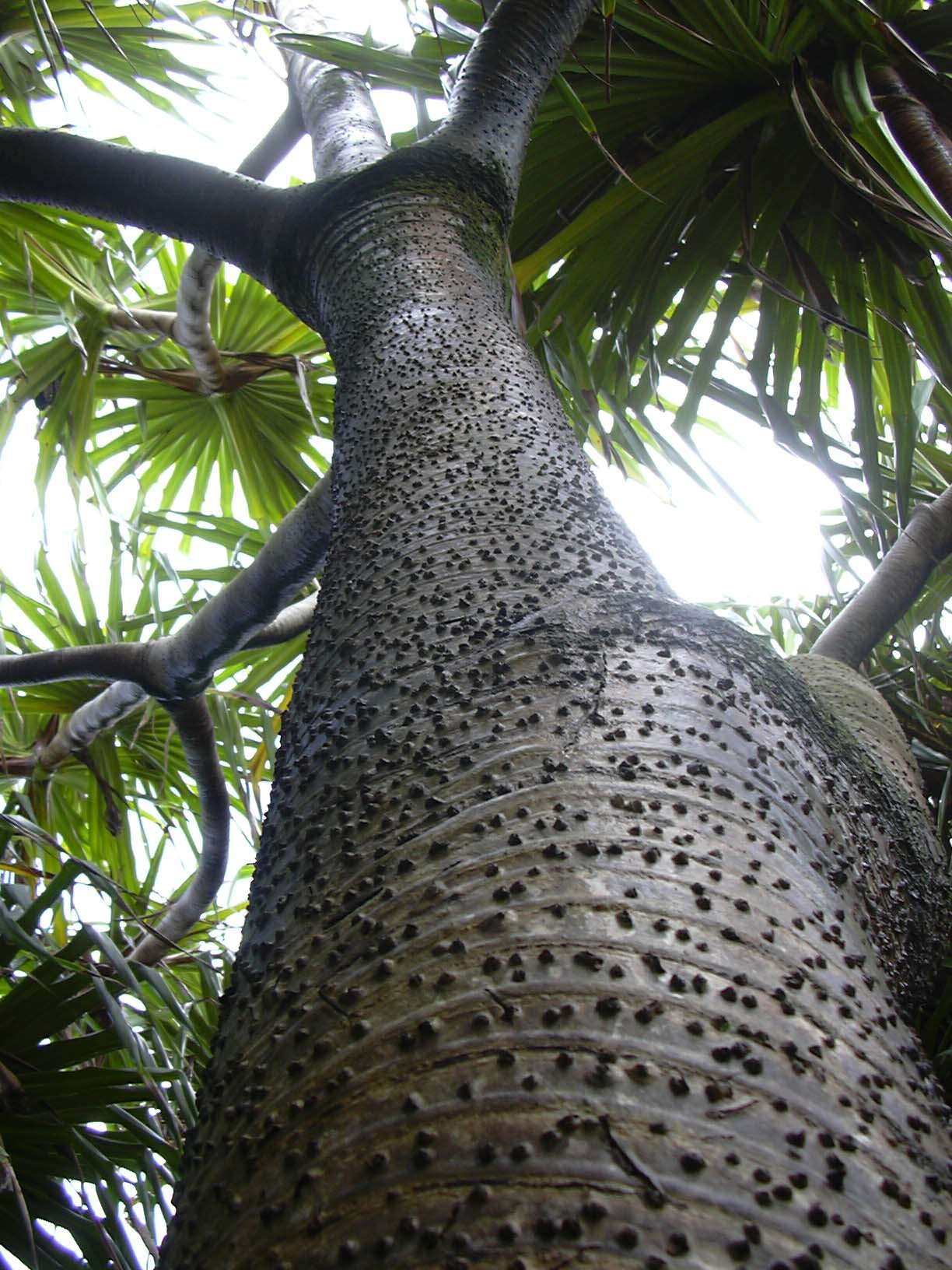
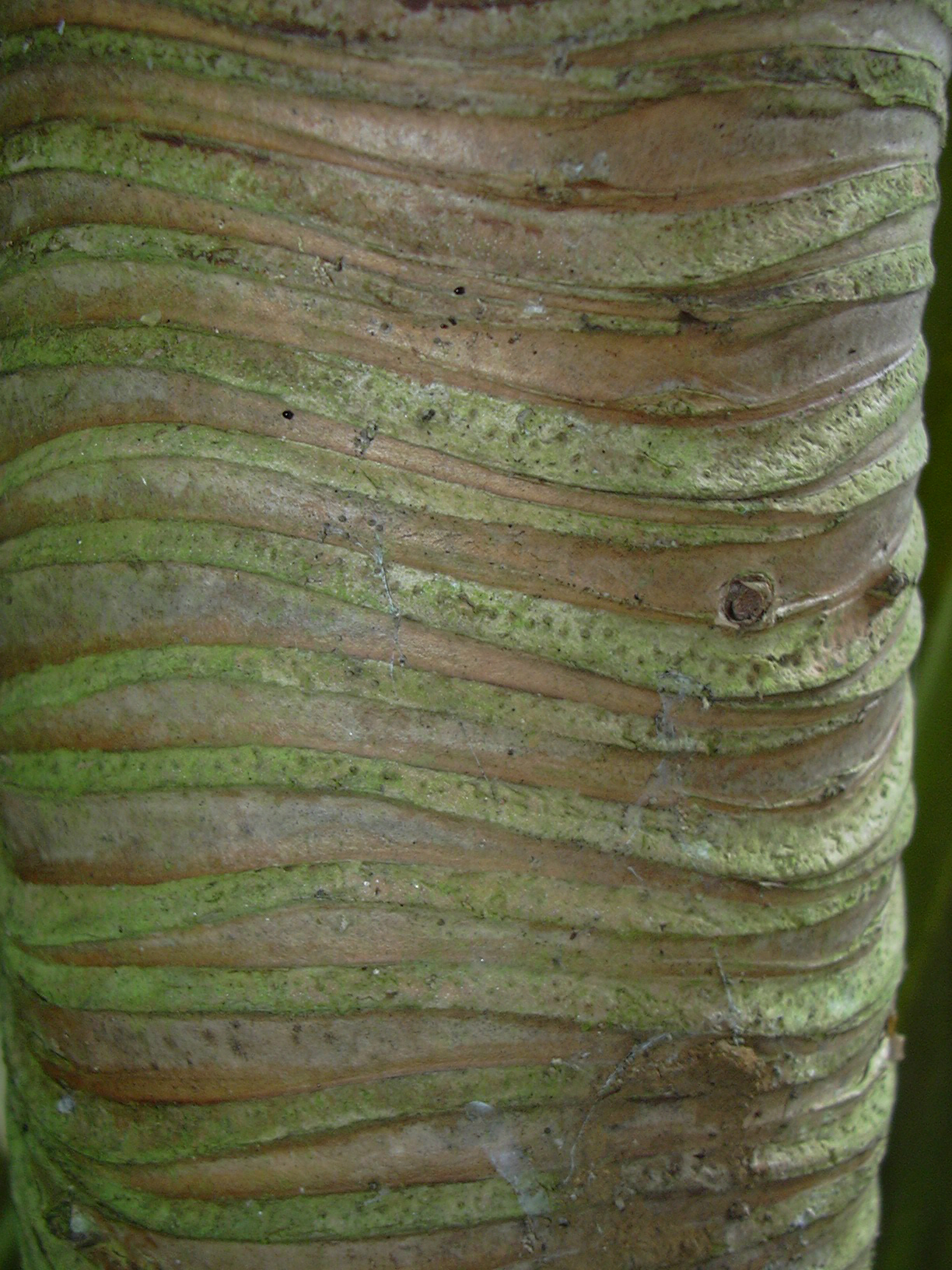
Kérge
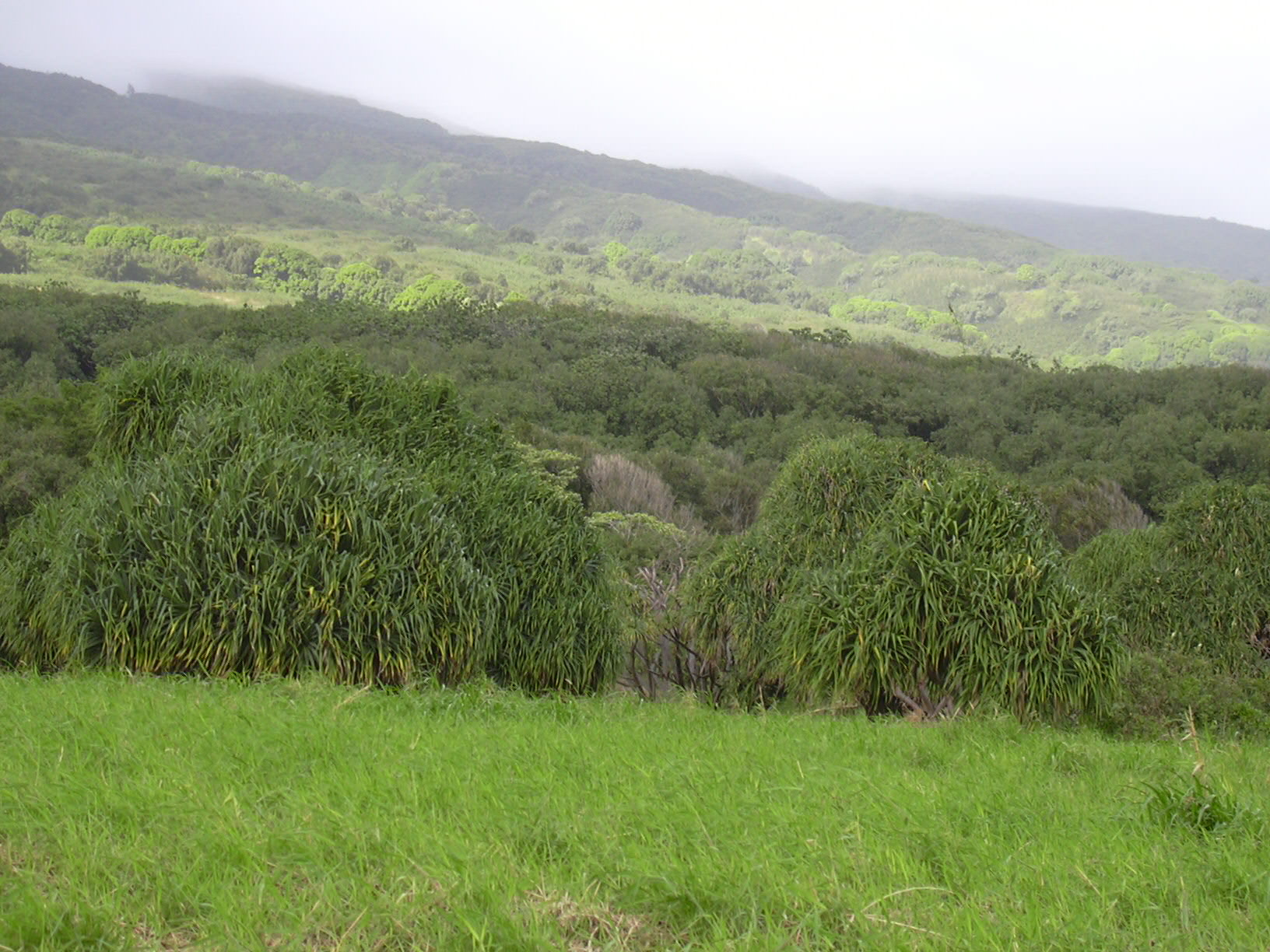
Az élőhelyén
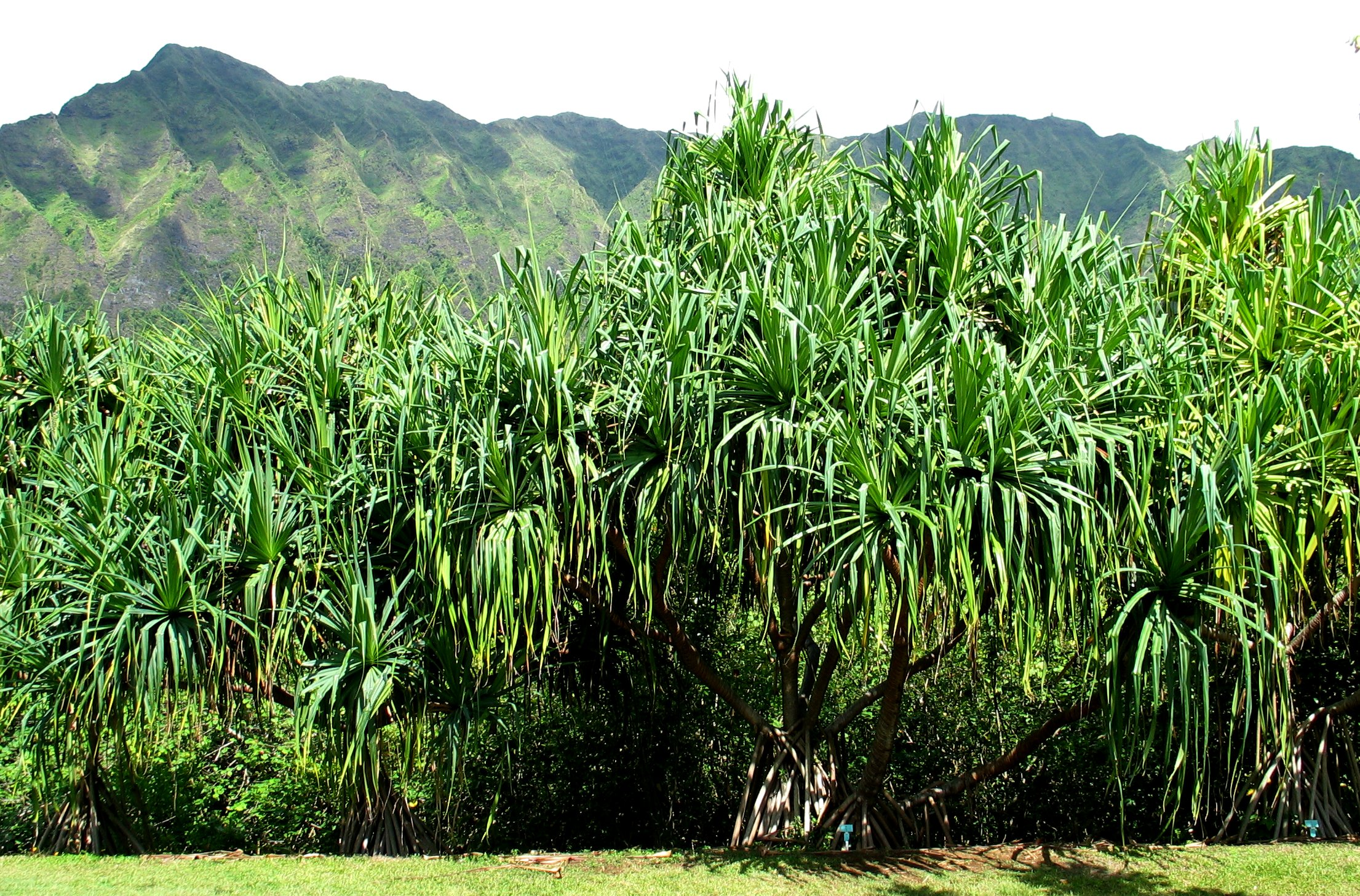